# Sulak Sivaraksa

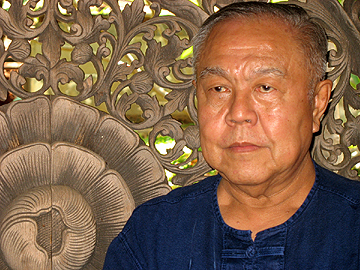
Sulak Sivaraksa (2007)

Sulak Sivaraksa (Thai สุลักษณ์ ศิวรักษ์, Aussprache [sùlák sìwárák]; * 27. März 1933 in Bangkok) ist ein thailändischer Soziologieprofessor, Autor, Organisator, Berater sowie Gründer und Leiter verschiedener NGOs, Institute und Bewegungen. Als Ajahn (Meister, Lehrer) Sulak Sivaraksa 1995 den Right Livelihood Award („Alternativer Nobelpreis“) erhielt, wurde er auch im Westen und im deutschen Sprachraum vermehrt wahrgenommen. Zudem ist er Ratsmitglied des World Future Councils, der, wie der Right Livelihood Award, von Jakob von Uexküll gegründet wurde.

## Leben und Werk

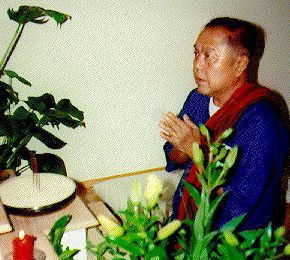
Sulak Sivaraksa (1999)

Sulak Sivaraksa studierte in Wales sowie in England und schloss in London mit dem Examen als Rechtsanwalt ab. Zuerst arbeitete er bei der BBC, als Lehrer und als Übersetzer. Schon kurze Zeit nach seiner Rückkehr in die Heimat war er als Herausgeber eines Magazins für Intellektuelle (Social Science Review) in den gebildeten Kreisen des Landes bekannt. Zunehmend wandte er sich humanitären, sozialen und ökologischen Projekten zu, um nachhaltige Modelle für eine Gesellschaft im Wandel zu entwickeln. Der Militärputsch von 1976 zwang ihn für zwei Jahre ins Exil. In dieser Zeit hielt er zahlreiche Vorträge in Europa, Kanada und den USA. Er nutzte die Zeit auch für ein weiterführendes Studium am Social Science Research Council in New York City.
Die Kontakte von damals erwiesen sich als wichtig, als ihm internationaler Protest 1984 zu Hilfe kam und seinen Aufenthalt in thailändischem Arrest verkürzte, der ihm wegen angeblicher Beleidigung des Königs auferlegt wurde. 1991 wieder ins Exil vertrieben, gelang es Sulak 1995 schließlich nach einem längeren Weg durch die Gerichte, wieder ein freier Mann im eigenen Land zu sein. Kurz vor dem „Krönungstag“ am 5. Mai 2007 wurde ein weiteres Verfahren wegen unterstellter Majestätsbeleidigung eingestellt, das noch aus der Regierungszeit von Thaksin Shinawatra stammte, den er öffentlich sehr direkt angriff. Am Abend des 6. November 2008 wurde Sulak aufs Neue wegen Lèse Majèsté verhaftet. Diese Anklagen, die nicht vom König ausgehen, sondern von der Polizei ermittelt und von der Staatsanwaltschaft erhoben werden, sind der wiederholte Versuch, den unbequemen Denker einzuschüchtern und in seiner Redefreiheit zu behindern.
Sulak Sivaraksa ist unter den Intellektuellen seines Landes und bei internationalen Gremien eine moralische Autorität, jedoch wegen seiner zupackenden Logik und manchmal kompromisslosen Schlussfolgerungen auch ein Enfant terrible der thailändischen Politik. Er war wesentlich an der Gründung mehrerer thailändischer und internationaler NGOs, Vereine, Stiftungen und Initiativen beteiligt und ist sowohl in mehreren asiatischen Ländern als auch in Europa und in den USA ein willkommener Berater und Redner an Kongressen und an Universitäten, wo er vorübergehend auch Gastprofessuren innehatte (darunter Berkeley und Harvard). Unter den von ihm gegründeten, mitbegründeten, geleiteten oder als Schirmherr betreuten sozialen, ökologischen und spirituellen Bewegungen und Organisationen sind folgende hervorzuheben: die thailändische Nichtregierungsorganisation „Sathirakoses-Nagapradeepa Foundation“, das Alternativ-College SEM (Spirit in Education Movement) in Thailand, die PBI (Peace Brigades International), der Weltzukunftsrat und insbesondere das auch im Westen bekannte INEB (International Network of Engaged Buddhists). Letzteres war 1989 von ihm, zusammen mit weiteren buddhistischen Leitfiguren, dem 14. Dalai Lama, Thich Nhat Hanh sowie Maha Ghosananda ins Leben gerufen worden und hat Mitwirkende in über 20 auf den Globus verteilten Ländern.
Als praktizierender Buddhist gilt Sulak Sivaraksa als herausragender Vertreter eines weltzugewandten und engagierten Buddhismus. In seiner konsequenten Auslegung buddhistischer Einsichten auf konkrete politische, soziale, pädagogische, ökonomische und ökologische Probleme zeigt er die Aktualität dieser Lehre zur Lösung auch heutiger Konflikte auf. Er sucht die Wurzel von menschlichem Leid, von Missständen und Ungerechtigkeit, verweist dabei auf die einfachsten Prinzipien der buddhistischen Lehre und bringt anstehende Fragen pragmatisch auf den Punkt. Seine Kritik an den herrschenden Strukturen und deren verantwortlichen Repräsentanten ist fundamental, seine Vorschläge sind schlicht und sowohl wertekonservativ als auch utopisch. Somit ist es naheliegend, dass er sich beispielsweise für Menschenrechte, ethnische Minderheiten, Friedenserziehung sowie für die Bhikkhuni-Ordination und den interreligiösen Dialog einsetzt und sich gegen Korruption, Machtmissbrauch, Unterdrückung, Globalisierung, Konsumismus, Weltbank, IWF und Großkonzerne sehr pointiert äußert oder sich als Aktivist an Sitzblockaden gegen regenwaldvernichtende Gaspipelines beteiligt. Ebenso setzt er sich ein für asiatische Künstler und – als Freund des Dalai Lama – für Themen zu Tibet. Seine Rolle als unermüdlicher Mahner erfüllt er auch, indem er das Andenken an demokratische Vorbilder der jüngeren Geschichte Thailands pflegt oder die Erinnerung an bedeutende Mönche wachhält. Zu diesen Themenkreisen veröffentlichte er mehrere Bücher in Thai und in Englisch, sei es als Autor oder als Herausgeber.
Neben dem schwedischen Right Livelihood Award wurde Sulak 1998 auch mit dem Preis der UNPO (Organisation der nicht in der UNO repräsentierten Völker) und 2001 mit dem indischen Millennium Gandhi Award ausgezeichnet. Seit März 2009 engagiert er sich auch für das neu gegründete Russell-Tribunal zur Palästinafrage. 2011 erhielt er den Niwano-Friedenspreis.

## Werke
- Saat des Friedens – Vision einer buddhistischen Gesellschaftsordnung. Freiburg im Breisgau 1995, ISBN 3-591-08357-7.
- Im Angesicht der Macht, Pridi Banomyong, Aufstieg und Untergang der Demokratie in Siam (Thailand). Bangkok 2005, ISBN 974-93403-4-5.
- Buddhist Perception for Desirable Societies in the Future. (Papers prepared for the United Nations University). 1993.
- A Buddhist Vision for Renewing Society (Collected articles by a concerned Thai intellectual). Thai Watana Panich Co. Ltd., Bangkok 1981, ISBN 974-07-5095-8.
- Loyalty Demands Dissent (Autobiography of a Socially Engaged Buddhist). ISBN 1-888375-10-8.
- Religion and Development. 1987.
- Seeds of Peace (A Buddhist Vision for Renewing Society). 1991, ISBN 0-938077-78-3.
- Siam in crisis. (A Collection of Articles by Sulak Sivaraksa). Second edition 1990.
- A Socially Engaged Buddhism. Sathirakoses-Nagapradipa Foundation, Bangkok 1999, ISBN 974-260-154-2.
- Global Healing (Essays and interviews on structural violence, social development and spiritual transformation). Thai Inter-Religious Commission for Development, Bangkok 1999.
- Powers That Be : Pridi Banomyong through the rise and fall of Thai democracy. 1999.
- Conflict, Culture, Change. Engaged Buddhism in a Globalizing World. 2005, ISBN 0-86171-498-9.
- The Wisdom of Sustainability: Buddhist Economics for the 21st Century. 2010. ISBN 0982165617.